# Bystra Góra
Bystra Góra (670 m) – najdalej na południe wysunięty szczyt w grupie Zbludzkich Wierchów w Beskidzie Wyspowym. Znajduje się w zakończeniu ich grzbietu, opadającego w widły rzeki Kamienica i jej dopływu – potoku Zbludza. Należy do miejscowości Kamienica i Zbludza. Zachodnie, opadające do Kamienicy stoki są bardzo strome i całkowicie porośnięte lasem Stoki wschodnie są znacznie bardziej łagodne, a ich dolna część, opadająca do doliny potoku Zbludza, jest bezleśna, zajęta przez pola i zabudowania miejscowości Zbludza. Przez Bystrą Górę nie prowadzi żaden szlak turystyczny.